# Verbandsgemeinde Braubach
La comunità amministrativa di Braubach (Verbandsgemeinde Braubach) era una comunità amministrativa della Renania-Palatinato, in Germania.
Faceva parte del circondario del Reno-Lahn.
A partire dal 1º luglio 2012 è stata unita alla comunità amministrativa di Loreley per costituire la nuova comunità amministrativa Verbandsgemeinde Braubach-Loreley che dal 1º luglio 2012 ha assunto il nome di Verbandsgemeinde Loreley.

## Suddivisione
Comprendeva 5 comuni:
1. Braubach (città)
2. Dachsenhausen
3. Filsen
4. Kamp-Bornhofen
5. Osterspai

Il capoluogo era Braubach.